# Emily Diamond
Emily Diamond, född den 11 juni 1991 i Bristol, är en brittisk friidrottare.
Hon tog OS-brons på 4 x 400 meter stafett i samband med de olympiska friidrottstävlingarna 2016 i Rio de Janeiro..